# Gertruda Babenberg (zm. 1150)
Gertruda Babenberg (zm. 8 kwietnia 1150) – księżna czeska, pierwsza żona Władysława II.
Gertruda była córką margrabiego Austrii Leopolda III Świętego i Agnieszki von Waiblingen, przyrodnią siostrą króla niemieckiego Konrada III. Jej siostra Agnieszka poślubiła Władysława II Wygnańca.
Ok. 1140 Gertruda poślubiła księcia czeskiego Władysława II. Dwa lata później wraz ze szwagrem Dypoldem I obroniła zamek na Hradczanach przed Konradem II Znojemskim, podczas gdy jej mąż starał się o pomoc króla niemieckiego Konrada III.
Z inicjatywy Gertrudy Władysław II ufundował klasztory na Strahovie, w Plasach, Pomuku, Želiviu i Doksanach.
Gertruda i Władysław II mieli czworo dzieci:
- Fryderyk
- Agnieszka (zm. 7 czerwca 1228 r., opatka w klasztorze św. Jerzego)
- Świętopełk
- Wojciech

## Literatura
- Žemlička J. Čechy v době knížecí 1034–1198. Praha 2002.